# Ludendorffova ofenzíva
Ludendorffova ofenzíva (Kaiserschlacht), nebo též Německá jarní ofenzíva 1918 byla řada německých útoků na západní frontě během první světové války, které se uskutečnily od 21. března do počátku dubna 1918.
Německý generál Erich Ludendorff plánoval na rok 1918 jarní ofenzívu, která měla konečně přinést průlom. Toto si přál ještě před příchodem vojenských posil z USA. V konečné fázi příprav se však objevil ještě jeden faktor – zhroucení ruské fronty v souvislosti s uzavřením Brestlitevského míru a následný přesun uvolněných německých sil na západ.

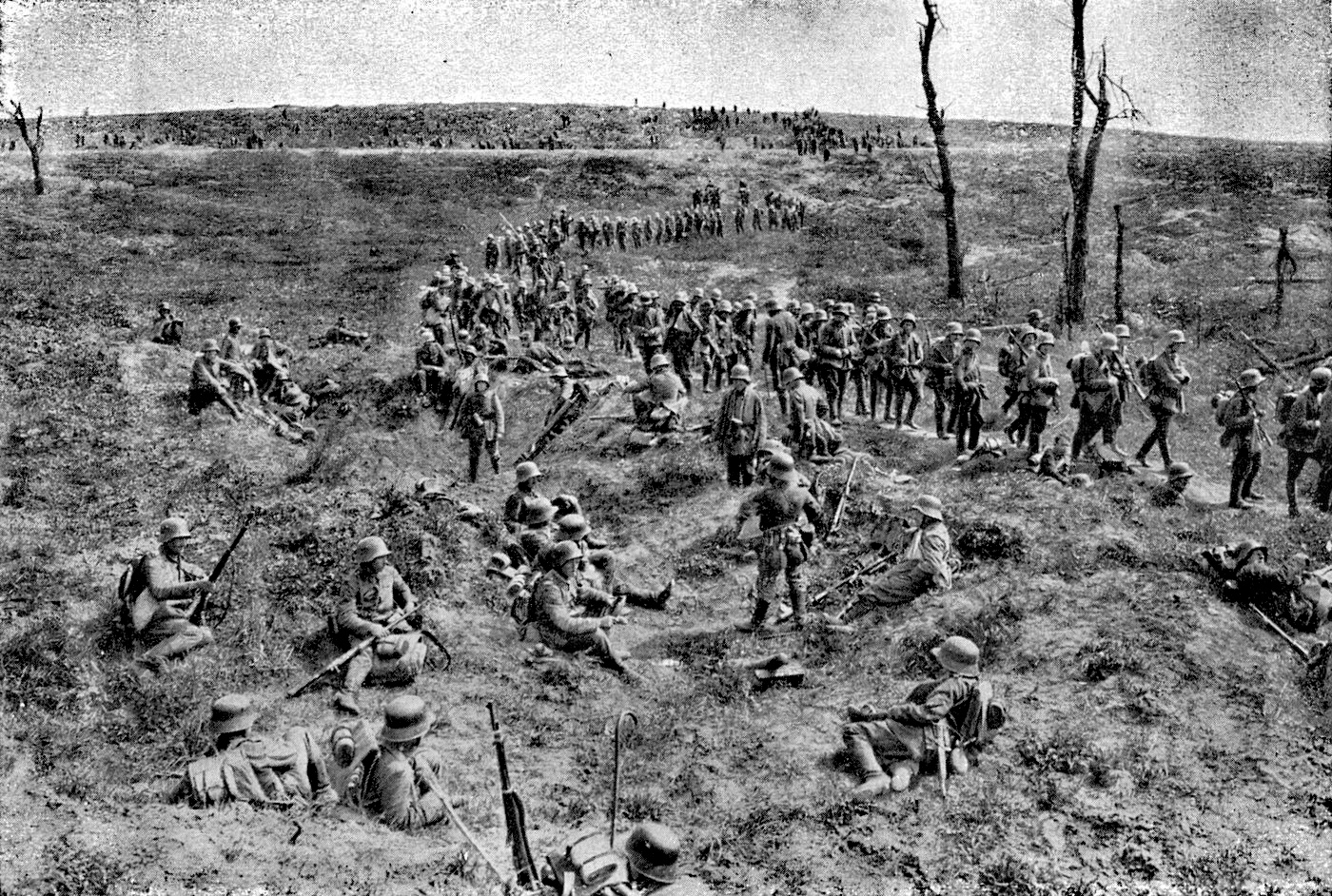
Postupující němečtí vojáci

21. března podnikla německá vojska útok v šíři 80 km s nasazením 50 divizí především proti britské části fronty. 5. britská armáda byla silně otřesena a začala ustupovat k Sommě. Německá vojska postoupila o šedesát kilometrů a přerušila železniční trať do Paříže. Spojeneckým armádám začalo hrozit roztržení v bodě jejich styku. 23. března Němci rozšířili svůj průlom u Arrasu, což britským jednotkám zkomplikovalo další situaci. Německá armáda najednou stála proti dvěma armádám – britské, která si chránila přístavy v průlivu La Manche, a francouzské, která bránila postupu k Paříži. 26. března došlo k poradě francouzských a britských představitelů, kteří navrhli další postup boje. 27. března se fronta ustálila a Francouzi začali přisunovat nové zálohy. Do 29. března se šířka německých útoků zužovala a počátkem dubna ustala. Německá vojska začala pociťovat krizi z únavy a z vyčerpávajících bojů a jejich další vojenské úspěchy byly nicotné.

## Jednotlivé ofenzivy
- Ofenzíva Michael
- Ofenzíva Georgette
- Ofenzíva Blücher-Yorck
- Ofenzíva Gneisenau
- Ofenzíva Marna-Remeš